# Крестьянская армия Ферганы
Крестьянская армия Ферганы — военное формирование в Фергане в 1918—1919 годах во время Гражданской войны. Была образована на основе отрядов самообороны (из русских крестьян-переселенцев), создававшихся с конца 1918 года в Джалал-Абаде (Ферганская области) для борьбы с басмачеством.

## Создание Крестьянской армии
23 ноября 1918 года командиры крестьянских отрядов организовали в Джалал-Абаде штаб армии и Военный совет, который объединил командиров отрядов и представителей сел. Командующим армией вскоре стал К. И. Монстров. Относительно даты избрания Монстрова в источниках существуют расхождения.
2 декабря 1918 года Военный совет определил структуру штаба, армии и обязанности крестьян перед штабом. Армия делилась на 10 полков, из которых: первые 4 предназначались для активных походов, иногда даже наступательного характера, другие 4 полка — для охраны крестьянских владений на случай ухода первых, наконец 2 полка являлись резервом, состоящим из малопригодных к бою и стариков.

## На стороне Советской власти

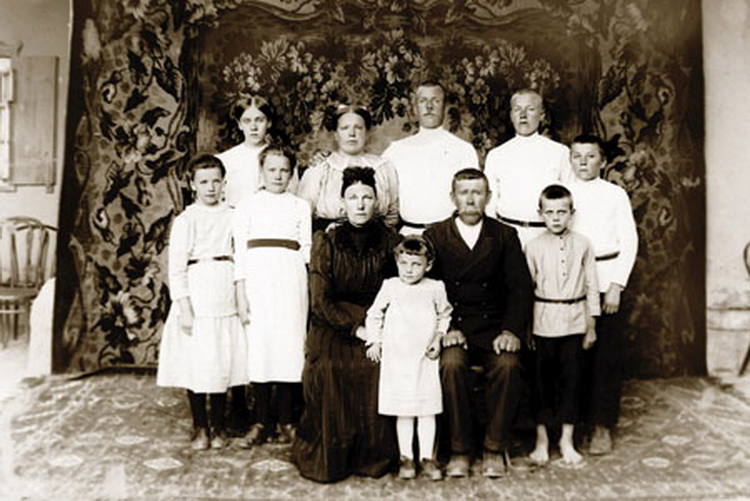
Русская семья. Туркестан. Начало XX века

В поздних советских источниках в санкционировании Крестьянской армии обвиняется (в декабре 1918) военный комиссар Туркестанской Советской республики Осипов К. П. (впоследствии организатор антисоветского мятежа в Ташкенте в 1919, так называемого Осиповского мятежа) в период его пребывания в Фергане. Между тем, Е. Козловский в 1928 году писал, что вооружение ферганских крестьян было вынужденным шагом, ввиду невозможности защитить крестьян от нападений басмачей. Численность вооруженных сил в Фергане была невелика, на фоне развернувшегося басмаческого движения красные отряды были вынуждены перейти к обороне, сосредоточившись вдоль железных дорог.
Организация Крестьянской армии параллельно с Красной Армией происходила вопреки мнению ряда партийных и советских работников Ферганы, командования Ферганского фронта, предлагавших Совету народных комиссаров ТСР ещё в октябре 1918 провести на общих основаниях частичную мобилизацию в Красную Армию крестьян русских посёлков Ферганской области.
На первых порах Крестьянская армия (в структуре которой отсутствовали политические органы, партийные ячейки) подчинялась командованию Ферганского фронта, благодаря чему получала от СНК ТСР деньги, снаряжение, оружие и боеприпасы. Между тем руководители крестьянской армии упорно требовали сохранения беспартийности и внутренней самостоятельности армии.
15 марта 1919 штаб Ферганского фронта получает данные о политической неблагонадёжности штаба Крестьянской армии и поручает своим представителям вести наблюдения за действиями последнего. Наконец была предпринята попытка упразднить Штаб и подчинить Крестьянскую армию оперативному штабу Андижанского уезда. Но Штаб крестьянской армии отказался подчиниться. Конфликт с советской властью обостряется. Одновременно с этим один из лидеров ферганских басмачей Мадамин-бек старается переманить руководство Крестьянской армии на свою сторону. Он не только запрещает своим отрядам нападать на русские селения, но и сам проводит наступление на отряды Хал-Ходжи, виновного в массовых расправах над русскими жителями.
Стоит отметить, что ферганское крестьянство в массе своей отрицательно относилось к большевистской власти из-за её антикрестьянской политики. К причинам, побудившим русское крестьянство Ферганы разорвать отношения с Советами, также можно отнести попытки советских органов дискриминировать русское население в пользу туркестанских народностей.

## Борьба с Советской властью

### Восстание против большевиков
В июне 1919 года К. И. Монстров заключил с Мадамин-беком соглашение о взаимном ненападении. Командование Ферганским фронтом, которому стало известно о переговорах, дважды пыталось разоружить Крестьянскую армию, отправив в Джалал-Абад (центр Крестьянской армии) несколько красных отрядов (в том числе кавалерийский отряд туркмен). Обе попытки закончились неудачно.
25 июня 1919 года в ТСР была объявлена хлебная монополия. В ответ на заседании Военного Совета Крестьянской армии окончательно оформился разрыв с Советской властью. Штаб Крестьянской армии призвал к свержению Туркестанской Советской республики. Так началось Крестьянское восстание в Туркестане. Договор с Мадаминбеком был пересмотрен и был заключен новый о совместных действиях против большевиков.
В августе месяце в Джалал-Абаде прошло совещание представителей Колчака, лидеров басмачей и руководителей Крестьянской армии. Были обсуждены конкретные планы действий антибольшевистских сил.

### Захват Оша
1 сентября 1919 года Монстров и Мадамин-бек подписали договор об объединении своих войск (всего 20 тысяч человек), которые также пополнились в сентябре прибывшими в Фергану казаками Семиреченской армии.
В начале сентябре объединенные силы Мадамин-бека и Монстрова захватили город Ош. Попытка предупредить противника со стороны красноармейских отрядов не увенчалась успехом. В ходе боев за город погиб командир дружины Андижанского уездного комитета большевистской партии Бильдин. Подойдя к Ошу, части Крестьянской армии залили город водой, запрудив арыки, чем вызвали панику. В то же самое время на сторону Крестьянской армии перешли ряд командиров стоявших в Оше красных отрядов.
Под их влиянием части Памирского отряда, 3 и 4 роты советского полка, стоявшие в Оше, сдались без боя. Ещё до этого на сторону Мадамин-бека и Монстрова перешёл гарнизон крепости Гульча.
Командующий Ферганским фронтом М. В. Сафонов двинулся с отрядом на подкрепление. В Араванском ущелье он неожиданно столкнулся с отрядом, высланным Монстровым ему навстречу. Бой шёл трое суток. Понеся большие потери, расстреляв все патроны, отряд красных отступил, с трудом выскочив из заготовленной ему ловушки. Отряд повстанцев преследовал отходивших и вступил с ними в бой у железнодорожной станции Федченко, но атаки его были отбиты, благодаря полученной поддержке и подвозу патронов.
После взятия Оша отряды Мадамин-бека и Крестьянской армии развили наступление на города Андижан, Скобелев (ныне г. Фергана) и Наманган.

### Осада Андижана
2 сентября 1919 года РВС Ферганского фронта постановил зачислить в Красную Армию всех красногвардейцев области; его Политотдел опубликовал воззвание «К крестьянам Ферганы», призывавшее к борьбе с контрреволюцией.
Основные силы Монстров и Мадамин-бек бросили на Андижан, осада которого длилась с 10 по 24 сентября. Гарнизон Андижана, состоявший в основном из бывших пленных мадьяр и китайцев, насчитывал около тысячи человек и был хорошо вооружён.
Повстанцы разгромили гарнизон Андижана и овладели почти всем городом, кроме крепости, где засели остатки красноармейцев и большевистская верхушка. Бои затянулись, что дало возможность красным перебросить в Фергану необходимое подкрепление.
В помощь вооруженным силам ТСР с Закаспийского фронта был направлен Казанский сводный полк, прибывший под Андижан 22 сентября. С его помощью осаждавшие город повстанцы были рассеяны, причем крестьянство в массе разбежалось по своим селам и деревням. В бою под кишлаком Хакент (24 сентября 1919 года) в окрестностях Андижана погиб председатель РВС Ферганского фронта Д. И. Спасибов. Крестьянский отряд, остававшийся в городе Ош, услышав о поражении под Андижаном, разбежался.

## Разгром Крестьянской армии
26 сентября 1919 года советские войска захватили город Ош, а 30 сентября — Джалал-Абад. Остатки крестьянской армии и отрядов Мадамин-бека отошли в горные районы Ферганы, где 22 октября было создано Временное Ферганское правительство во главе с Мадамин-беком, Монстровым и русским генералом Мухановым. Через русского консула в Кашгаре Монстров пытается заручиться поддержкой какого-нибудь европейского государства. Но эти попытки так и не увенчались успехом.
Вскоре Монстров, осознав безвыходность своего положения, вступил в переговоры с представителями советской власти о своей сдаче. Узнав об этом, Мадамин-бек решил покончить со своим бывшим союзником и напал на отряд Монстрова в одном из поселков. С большим трудом Монстрову удалось бежать, и 17 января 1920 года он явился в Джалал-Абад, где и сдался. Вслед за ним сдались остальные руководители Крестьянской армии, и на этом кончилась попытка ферганского крестьянства бороться с Советской властью за свои права.